# Eerste Atjehexpeditie

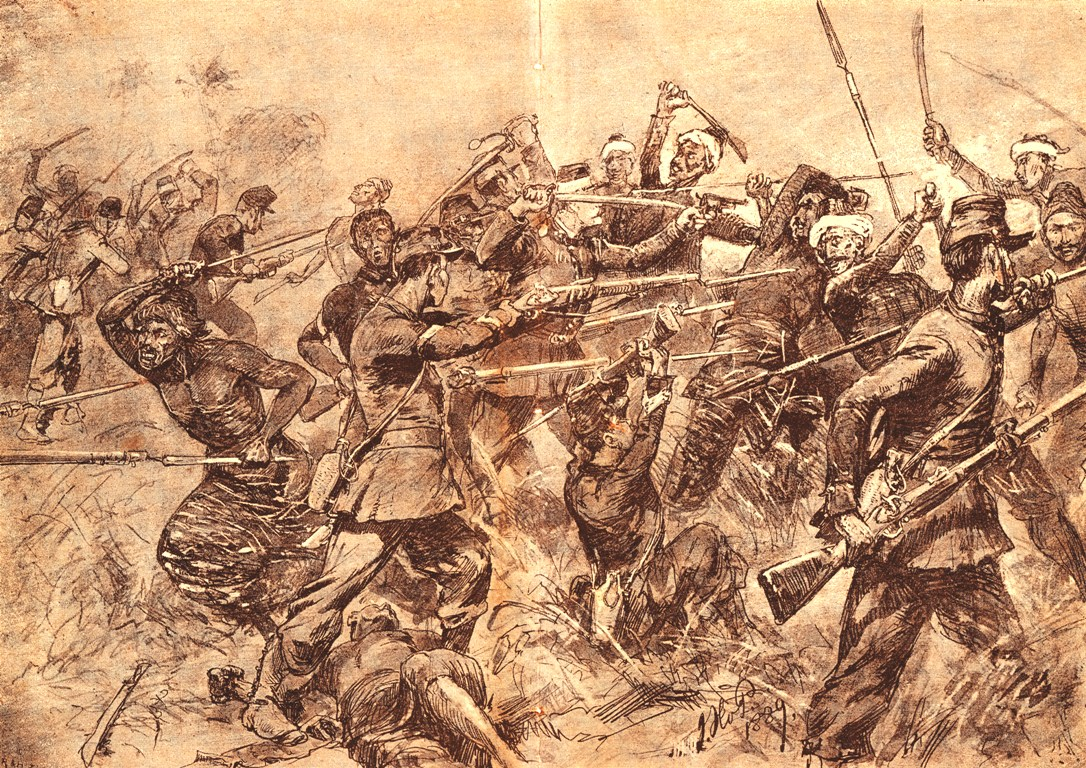
De gevechten rond de Mesigit

De Eerste expeditie naar Atjeh in april 1873 was de eerste fase van een koloniale oorlog die tot 1914 zou duren. Pro forma was ze een strafexpeditie van het Koninklijk Nederlandsch-Indisch Leger tegen Atjeh met als doel een nieuw traktaat af te dwingen teneinde zeeroof tegen te gaan. De veldtocht, die onder leiding stond van generaal-majoor Köhler, werd een complete mislukking.

## Voorgeschiedenis
Bij het Verdrag van Sumatra, afgesloten tussen Nederland en het Verenigd Koninkrijk in 1871, kreeg Nederland de vrije hand in Atjeh, terwijl de voorloper, het Verdrag van Londen uit 1824, de onafhankelijkheid van het Sultanaat Atjeh nog uitdrukkelijk respecteerde. Na de opening van het Suezkanaal in 1869 was de vaarroute door de Straat van Malakka in belang toegenomen. Plaatselijke leiders in Atjeh probeerden inkomsten te genereren uit zeeroof. Dat gaf Nederland, dat Atjehs landbouwgrond, waar onder andere pepers werden verbouwd, graag aan zijn grondgebied wilde toevoegen, een excuus om in te grijpen. In overleg tussen gouverneur-generaal James Loudon en minister van Koloniën Isaäc Dignus Fransen van de Putte werd Frederik Nicolaas Nieuwenhuijzen in februari 1873 benoemd tot gouvernementscommissaris voor Atjeh. Hij opende via tussenpersonen onderhandelingen met de sultan van Atjeh, Aladin Mahmoed Shah, over vernieuwing van het door generaal Van Swieten in 1859 gesloten verdrag, waarin Nederland en Atjeh beloofden zeeroof tegen te gaan. Nieuwenhuijzen bereikte echter niets. Intussen had de sultan lang niet zo veel macht als de Nederlanders veronderstelden. De macht was niet in handen van de sultan, maar van plaatselijke hoofden.
Vage geruchten dat de sultan de hulp zou hebben ingeroepen van Italië en de Verenigde Staten, waren voor Loudon voldoende aanleiding om Nieuwenhuijzen op 26 maart 1873 opdracht te geven Atjeh de oorlog te verklaren. De sceptische Fransen van de Putte kwam voor een voldongen feit te staan.

## De expeditie

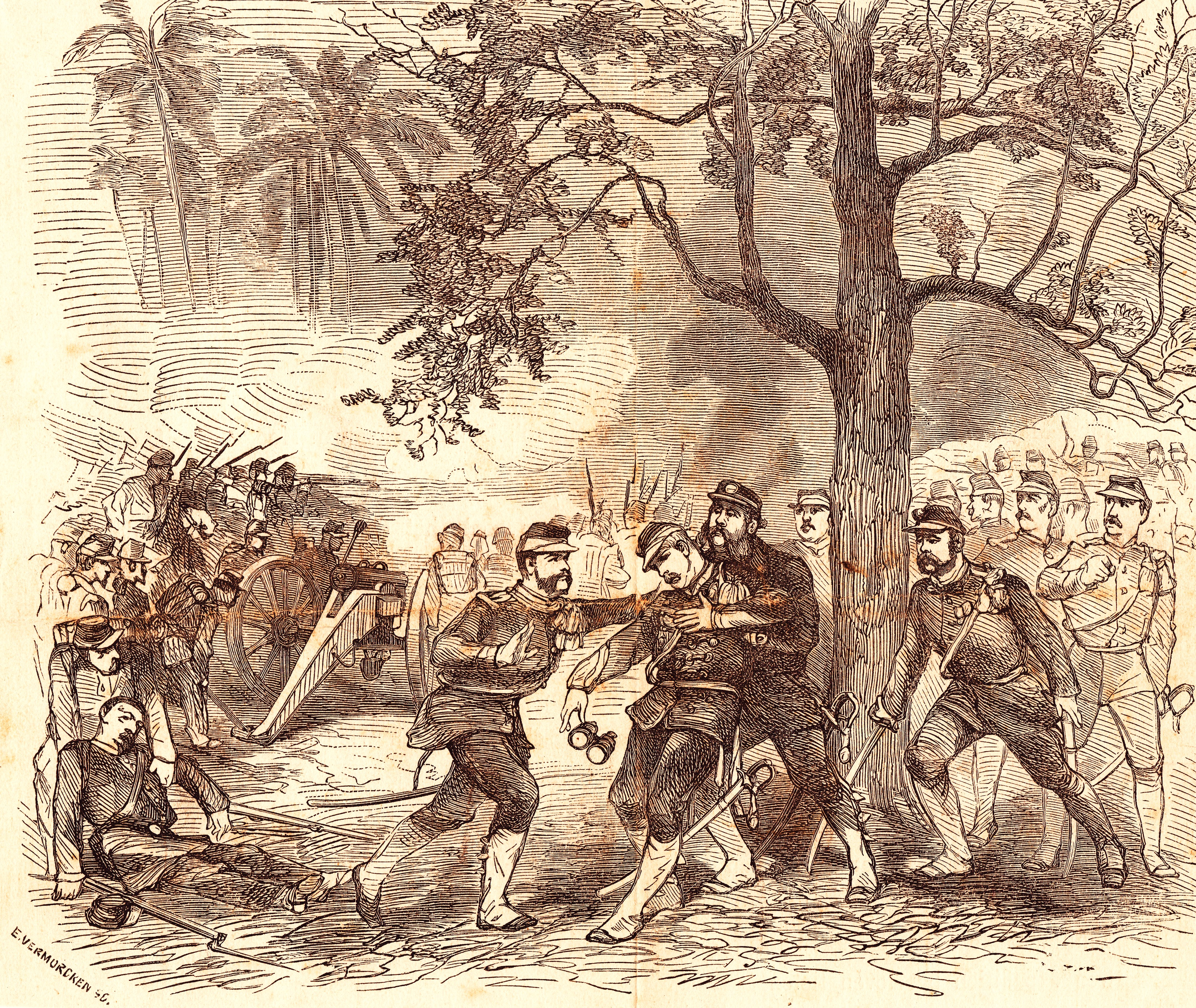
Generaal Köhler sneuvelt bij de Mesigit

Een aanval op Atjeh was nu onvermijdelijk geworden. Generaal-majoor Köhler kreeg de leiding over het expeditieleger, met kolonel Van Daalen als onderbevelhebber. Zij waren al vóór de officiële oorlogsverklaring bezig een leger van 3000 man op de been te brengen. Een nieuwtje was dat een deel van het leger was uitgerust met de nieuw geïntroduceerde beaumontgeweren; de rest moest het doen met de vertrouwde voorladers. Met de beaumontgeweren werd een snelvuur mogelijk; alleen was daarvoor wel oefening nodig en maar weinig soldaten hadden met het geweer geoefend. De beaumontgeweren waren dus van weinig nut.
Op 8 april 1873 landde de hoofdmacht van het expeditieleger op het strand van Atjeh in de buurt van de Kraton, het paleis van de sultan. Bij eerdere expedities wisten de Nederlandse troepen doorgaans zonder veel tegenstand op te rukken naar de hoofdstad. Hadden ze die eenmaal in handen, dan onderwierp de bevolking zich. In Atjeh ging alles anders. De Atjehers bleken beter bewapend te zijn en een beter moreel te hebben dan de Nederlanders hadden verwacht. De troepen werden bij hun opmars voortdurend bestookt, ook 's nachts. Het terrein was onoverzichtelijk en de leiding was niet voorbereid op een oorlog die niet volgens het boekje verliep. De mesigit (moskee) bij de hoofdstad werd ten koste van veel mensenlevens veroverd, weer prijsgegeven en opnieuw veroverd. Bij de tweede verovering, op 14 april 1873, sneuvelde Köhler. Van Daalen nam het bevel over. Onder zijn leiding bereikte het leger op 16 april de Kraton, die overigens maar een paar kilometer van de kust verwijderd lag. Een stormaanval op de Kraton onder leiding van majoor Cavaljé mislukte ook, doordat de overmacht van de Atjehers te groot was. In een half uur tijds vielen meer dan 100 doden en gewonden.
De militaire leiders kwamen tot de conclusie dat de onderneming onvoldoende voorbereid was geweest. De troepen trokken zich terug naar het strand. Daar meldde Van Daalen aan gouvernementscommissaris Nieuwenhuijzen dat het expeditiekorps te zwak was om de operaties met vrucht te kunnen voortzetten. Wat ontbrak waren artillerie en pontons; aan veel ander materieel was gebrek. Ook de commandant van de zeemacht die de troepen aan wal had gezet, Koopman, raadde aan terug te keren in verband met de naderende inval van het regenseizoen, waardoor een duurzaam contact van de troepen met de rede zou worden bemoeilijkt. Na de terugkeer van het expeditieleger op Java maakte Conrad Busken Huet de militaire leiding ervan uit voor ‘moessonkolonels’.
In overleg met gouvernementscommissaris Nieuwenhuijzen (die op zijn beurt telegrafisch in contact stond met Loudon) besloot men Atjeh geheel te verlaten en terug te keren naar Java. Op 23 april 1873 gaf Loudon toestemming. Op 25 april vertrok het expeditieleger. Van de 3000 man waren 4 officieren en 52 manschappen gesneuveld en 27 officieren en 411 manschappen gewond geraakt.

## De nasleep
Gouverneur-generaal Loudon trachtte de schuld van het mislukken van de expeditie af te schuiven op kolonel Van Daalen en gouvernementscommissaris Nieuwenhuijzen. Loudons adjudant Johannes Isaak de Rochemont schreef onder het pseudoniem Maurits in het Algemeen Dagblad voor Nederlandsch-Indië een artikel waarin hij Nieuwenhuijzen verantwoordelijk stelde voor de ‘overhaaste terugtocht’ en de gewezen commandant van het Koninklijk Nederlandsch-Indisch Leger Willem Egbert Kroesen (die toen al gepensioneerd was en kort daarop zou overlijden) voor de slechte uitrusting van het leger. Toen uitkwam dat De Rochemont de schrijver was, trokken andere kranten de conclusie dat de gouverneur-generaal zijn oordeel al klaar had.
Loudon nam een paar voor die tijd ongebruikelijke stappen. Eerst liet hij alle hoofdofficieren die bij de expeditie betrokken waren geweest ondervragen. Alleen bevelhebber Van Daalen zelf werd niet gehoord. Vervolgens liet Loudon een commissie een rapport van 1500 pagina’s opstellen waarin de schuldvraag werd onderzocht. Nieuwenhuijzen weigerde mee te werken. Loudon had hem oneervol willen ontslaan, maar Fransen van de Putte zorgde dat hij ‘op eigen verzoek’ eervol ontslagen werd. Hij vertrok naar Nederland. Terwijl het onderzoek nog liep, werd Van Daalen, die inmiddels de functie van commandant van de eerste militaire afdeling op Java had gekregen, gepasseerd voor promotie tot generaal-majoor. Daarop vroeg hij om eervol ontslag uit de dienst met toekenning van pensioen. Het verzoek werd ingewilligd. Ook Van Daalen vertrok naar Nederland.
Het rapport was overigens pas klaar op 30 juni 1874; Nieuwenhuijzen en Van Daalen waren toen al naar Nederland vertrokken en de Tweede Atjehexpeditie was al afgelopen. Het rapport werd pas in 1881 openbaar gemaakt. Het speelde toen geen rol meer, maar de enquête en het onderzoek riepen in de jaren 1873 en 1874 veel weerstand op onder de Nederlands-Indische militairen en ook bij de Nederlands-Indische pers. H.B. van Daalen, de hoofdredacteur van de Java-bode, was een neef van kolonel Van Daalen. Hij ontwikkelde zich tot een verbitterd vijand van Loudon, net als grote delen van het leger.
Een andere neef van de kolonel, G.C.E. van Daalen, die als kapitein deelnam aan de Tweede Atjehexpeditie, weigerde na zijn terugkeer op Java in mei 1874 Loudon de hand te schudden. Loudon zorgde ervoor dat Van Daalen ontslagen werd (zij het nog wel eervol) en de hem al toegezegde Militaire Willems-Orde misliep.
Koning Willem III stelde op 12 mei 1874 een Atjeh-medaille 1873-1874 in. De dragers van deze Atjeh-medaille mochten ook een gesp met het opschrift "ATJEH 1873-1874" op het lint van het Ereteken voor Belangrijke Krijgsbedrijven dragen. Er werden ook kruisen van de Militaire Willems-Orde en Medailles voor Moed en Trouw uitgereikt.